# 香川県道185号造田滝宮線
香川県道185号造田滝宮線（かがわけんどう185ごう そうだたきのみやせん）は、香川県仲多度郡まんのう町から綾歌郡綾川町に至る一般県道である。

## 概要

### 路線データ
- 起点：香川県仲多度郡まんのう町造田（香川県道17号府中造田線交点）
- 終点：香川県綾歌郡綾川町萱原（香川県道282号高松琴平線交点）
- 総延長：12.8 km

## 歴史
- 1958年（昭和33年） - 昭和33年香川県告示第520号（表69）により、県道造田綾南線（そうだりょうなんせん）として認定
- 2006年（平成18年）3月21日 - 綾南町廃止、綾川町発足に伴い名称を造田滝宮線に変更（平成18年香川県告示第188号）

## 地理

### 通過する自治体
- 仲多度郡まんのう町
- 綾歌郡綾川町

### 交差する道路
| 交差する道路              | 市町村名 | 市町村名   | 交差する場所 | 交差する場所       |
| ------------------------- | -------- | ---------- | ------------ | ------------------ |
| 香川県道17号府中造田線    | 仲多度郡 | まんのう町 | 造田         | 起点               |
| 香川県道190号炭所東琴平線 | 仲多度郡 | まんのう町 | 炭所東       |                    |
| 国道377号                 | 綾歌郡   | 綾川町     | 羽床上       | 綾川町羽床上交差点 |
| 香川県道278号綾歌綾川線   | 綾歌郡   | 綾川町     | 北           |                    |
| 香川県道282号高松琴平線   | 綾歌郡   | 綾川町     | 萱原         | 終点               |

### 沿線
- 香川県立農業経営高等学校
- 高松琴平電気鉄道琴平線 綾川駅